# Плумби, Ольга
Ольга Плумби (алб. Ollga Plumbi, 1898, Пермети — 1984) — албанская феминистка, активистка и политик. Она также была избрана депутатом албанского парламента в 1945 году, и стала известна как одна из первых феминисток в Албании.

## Биография
Ольга Плумби, также известная под псевдонимом Шпреса (алб. Shpresa), родилась в деревне Лупке в Пермети в 1898 году. После того, как её муж умер, когда она была молодой, она уехала на Запад, чтобы работать и содержать свою семью. Позже она вернулась в Албанию и в 1936–1937 годах писала в периодическое издание «Бота э Ре» (Bota e Re, «Новый мир») вместе с другими прогрессивными авторами, такими как Мигени и Селим Шпуза. Между 1937 и 1939 годами она написала ряд ранних для Албании статей на феминистическую тематику для журнала Përpjekja Shqiptare.
Во время Второй мировой войны она стала частью коммунистического крыла антифашистского Движения Сопротивления, а позже была избрана главой Женского антифашистского совета Албании. На выборах 1945 года она стала депутатом Народного парламента от прокоммунистического Демократического фронта и заняла второе место по количеству голосов после Энвера Ходжи (всего по её кандидатуре было подано 18242 голоса), но также и наибольшее количество голосов против (2269). Она стала, наряду с Нахидже Думе и Лири Гега, одной из первых трёх женщин, избранных в парламент Албании.
Однако вскоре её сняли с поста и отстранили от политики, а руководство Женским антифашистским советом перешло к Неджмие Ходже, но Ольга Плумби, устроившись работать библиотекарем в Национальную библиотеку в Тиране, по-прежнему много писала о феминизме и гендерном равенстве.